# Suzanne Simard

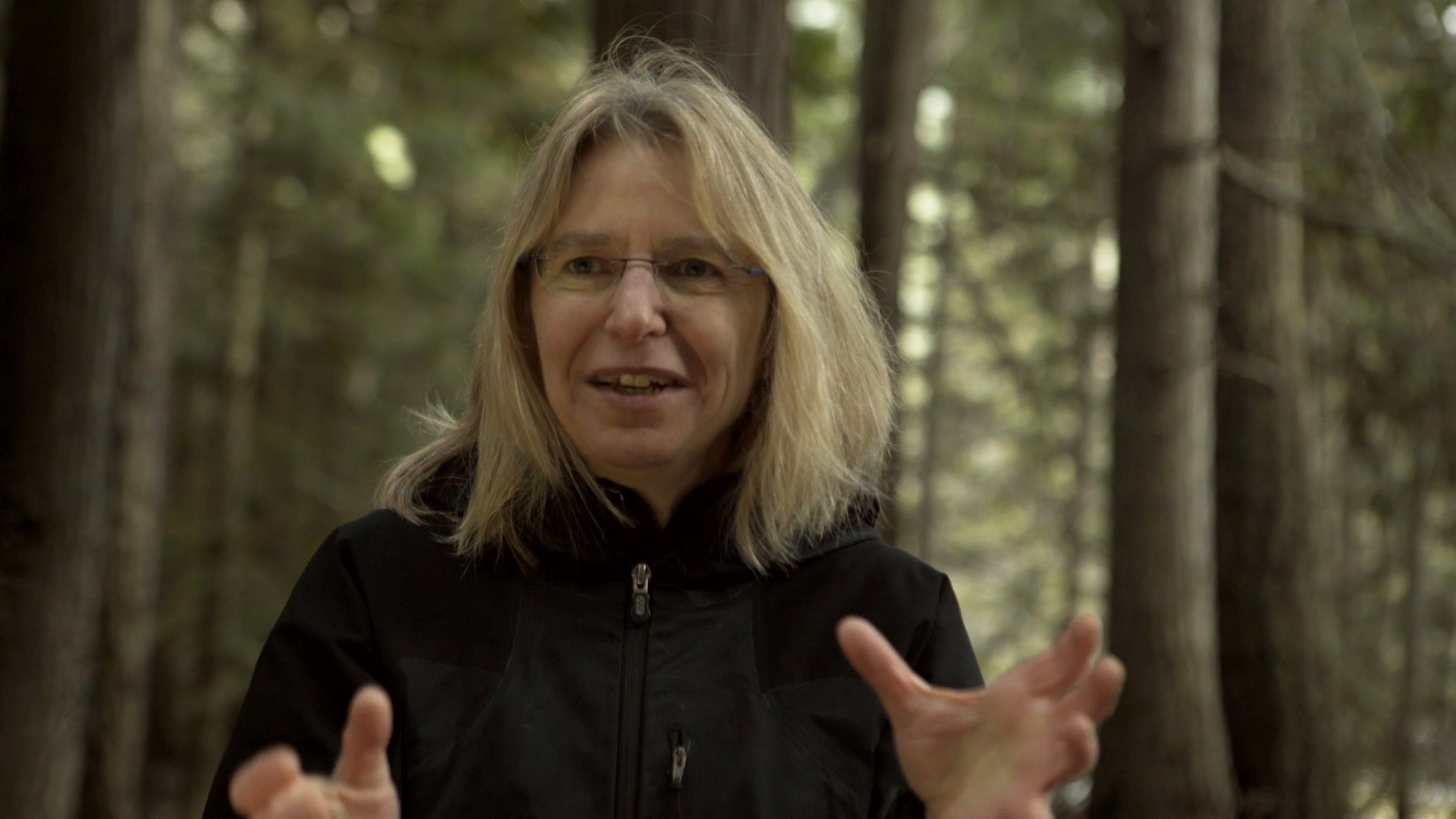
Suzanne Simard (2018)

Suzanne Simard ist eine kanadische Forstwissenschaftlerin.

## Leben
Simard wurde in den Monashee Mountains in British Columbia, Kanada, geboren. Sie studierte an der University of British Columbia und an der Oregon State University (USA) und promovierte dort in  Forstwissenschaften. Sie arbeitete als wissenschaftliche Mitarbeiterin im Forstministerium von British Columbia. Heute ist sie Professorin am Department of Forest and Conservation Sciences in British Columbia und lehrt an der University of British Columbia.

## Forschungstätigkeit

### Unterirdische Netzwerke von Wäldern
Simard ist vor allem für ihre Forschungen zu den unterirdischen Netzwerken von Wäldern bekannt, die von Pilzen und Wurzeln geprägt sind. Sie untersucht, wie diese Pilze und Wurzeln die Kommunikation und Interaktion zwischen Bäumen und Pflanzen eines Ökosystems erleichtern. Innerhalb der Kommunikation zwischen Bäumen und Pflanzen findet der Austausch von Kohlenstoff, Wasser, Nährstoffen und Abwehrsignalen zwischen Bäumen statt.
Sie verwendete radioaktiven Kohlenstoff, um den Fluss und die Verteilung von Kohlenstoff zwischen einzelnen Bäumen und Arten zu messen und entdeckte, dass Birke und Douglasie Kohlenstoff teilen. Birken erhalten zusätzlichen Kohlenstoff von Douglasien, wenn die Birken ihre Blätter verlieren, und Birken liefern Kohlenstoff an Douglasien, die im Schatten stehen.

### Mutterbäume
Simard identifizierte die sogenannten Zentralbäume oder „Mutterbäume“. Mutterbäume sind die größten Bäume in Wäldern, die als zentrale Knotenpunkte für riesige unterirdische Mykorrhiza-Netzwerke dienen. Ein Mutterbaum unterstützt Setzlinge, indem er sie mit Pilzen infiziert und ihnen die Nährstoffe liefert, die sie zum Wachsen brauchen.
Sie entdeckte, dass Douglasien Babytannen mit Kohlenstoff versorgen. Sie stellte fest, dass mehr Kohlenstoff an Babytannen gesendet wurde, die von diesem bestimmten Mutterbaum stammten, als zufällige Babytannen, die nicht mit diesem bestimmten Tannenbaum verwandt sind. Es wurde auch festgestellt, dass die Mutterbäume ihre Wurzelstruktur ändern, um Platz für Babybäume zu schaffen.

### Interspezies-Kooperation
Simard fand heraus, dass „Tannen im Laufe der Saison das Pilznetz nutzten, um Nährstoffe mit Papier-Birken zu tauschen“. Baumarten können sich zum Beispiel Zucker leihen, da im saisonalen Wechsel Defizite auftreten. Dies ist ein besonders vorteilhafter Austausch zwischen Laub- und Nadelbäumen, da deren Energiedefizite zu unterschiedlichen Zeiten auftreten. Der Vorteil „dieser kooperativen Untergrundwirtschaft scheint eine bessere allgemeine Gesundheit, eine umfassendere Photosynthese und eine größere Widerstandsfähigkeit gegenüber Störungen zu sein“.

## Wissenschaftskommunikation
Suzanne Simard ist eine Verfechterin der Wissenschaftskommunikation.
An der University of British Columbia initiierte sie mit den Kolleginnen Julia Dordel und Maja Krzic das Communication of Science Program TerreWEB, das seit 2011 Doktoranden zu besseren Kommunikatoren ihrer Forschung ausbildet. Sie ist eine von dessen Leiterinnen.
Sie ist auf verschiedenen nicht-wissenschaftlichen Plattformen und Medien zu sehen, wie zum Beispiel in der Kurzdokumentation Do trees communicate, drei TED-Talks und dem Dokumentarfilm Intelligent Trees, in dem sie neben Förster und Autor Peter Wohlleben auftritt. Das Magazin New Scientist interviewte Simard 2021.
Suzanne Simard veröffentlichte das Buch Die Weisheit der Wälder. Auf der Suche nach dem Mutterbaum, in dem sie ihre Entdeckungen über das Leben von Bäumen und Wäldern zusammen mit autobiografischen Notizen überblickt.

## Rezeption
Eine internationale Gruppe von Forstwissenschaftlern positionierte sich äußerst kritisch gegenüber den Thesen von Simard und warf ihr eine stark übertriebene Vermenschlichung von Pflanzen vor. Insbesondere das Konzept der Mutterbäume wurde als unwissenschaftlich und nicht belegt kritisiert. Der bisher wissenschaftlich nachweisbare Austausch von Nährstoffen zwischen Bäumen sei physiologisch völlig irrelevant. Derartige Thesen in der Populärliteratur zu verbreiten würde die öffentliche Diskussion in eine falsche Richtung leiten und erschwere eine sachliche Auseinandersetzung mit ökologischen Fragestellungen in der Gesellschaft.

## Popkultur
Simards Leben und Werk diente als Vorlage für den Charakter Patricia Westerford in Richard Powers Roman Die Wurzeln des Lebens, der 2018 mit dem Pulitzer-Preis ausgezeichnet wurde.

## Veröffentlichungen
- Die Weisheit der Wälder. Auf der Suche nach dem Mutterbaum. Btb Verlag, München 2022, ISBN 978-3-442-75837-1.